# Rheomys underwoodi
Rheomys underwoodi is een zoogdier uit de familie van de Cricetidae. De soort komt voor in Midden-Amerika

## Naamgeving
De wetenschappelijke naam van de soort werd voor het eerst geldig gepubliceerd door Oldfield Thomas in 1906.

## Verspreiding
Rheomys underwoodi komt voor langs heldere, snelstromende riviertjes in bergbossen en nevelwouden op 1.500 tot 2.000 meter hoogte. Het verspreidingsgebied loopt van de centrale delen van Costa Rica via de Cordillera de Talamanca tot in het westen van Panama. In hetzelfde gebied komt ook de kleinere verwant Rheomys raptor voor.

## Kenmerken
Rheomys underwoodi heeft kleine oren, disproportioneel grote achterse voeten met gedeeltelijke zwemvliezen en een witte vacht aan de onderzijde van de staart.

## Leefwijze
Dit knaagdier voedt zich met name met spinnen, kevers en larven van vliegen. Rheomys underwoodi is zowel dag- als nachtactief. Het is een solitair dier dat deels in het water leeft.